# Hubenice
Hubenice est une localité polonaise de la gmina de Gręboszów, située dans le powiat de Dąbrowa en voïvodie de Petite-Pologne.